# 堀直方 (八郎右衛門)
堀 直方（ほり なおとも、万治2年（1659年） - 延享4年10月26日（1747年4月6日））は江戸時代中期の旗本。堀直昭を祖とする須坂藩主家堀氏分家の当主で初めは熊本藩重臣沢村氏。諱は直方（堀氏時代）。通称は庄九郎、八郎右衛門。隠居号は独歩。実父は沢村宇右衛門。実母は某氏。養父は堀直治。正室は堀直治の娘。子は堀直知。
江戸幕府目付などを勤める。

## 生涯
熊本藩重臣の沢村宇右衛門の子として出生し、旗本の堀直治の婿養子となる。養父の直治は熊本藩士佐久間氏の養子となっていたことがあり、養祖父堀直昭の従兄弟である堀舎人は熊本藩士となっている。なお、熊本藩主細川重賢の藩政改革に貢献した堀勝名（平太左衛門）との関係は不明である。
元禄9年9月1日（1696年9月26日）に徳川綱吉へ初御目見えをし、宝永2年7月晦日（1705年9月17日）に養父の隠居を受けてその跡を継ぎ、翌宝永3年（1706年）に書院番士となった。
徳川家宣の将軍就任の翌年である宝永7年3月1日（1710年3月30日）に巡見使を命じられ、宮崎盛久（七郎右衛門）、筧正尹（新太郎）とともに阿波・讃岐・淡路・土佐・伊予・豊前・豊後などを巡見する。また正徳3年（1714年）に屋敷改を勤め、正徳4年（1714年）に川々の普請を奉行する。
正徳4年（1714年）に江戸幕府目付に就任し、布衣を許可される。享保元年（1716年）に目付を退任して旗本寄合席となる。享保5年（1720年）に隠居して独歩と号する。また、隠居料300俵を与えられた。跡を継いだ直知は山田奉行まで昇進する。
延享4年（1747年）に死去。享年89。